# أرماس سالونين
أرماس سالونين (بالفنلندية: Armas Salonen)‏ هو عالم آشوريات فنلندي، ولد في 17 يناير 1915، وتوفي في 22 أكتوبر 1981.